# جرزنگ (هوراند)
جرزنگ یکی از روستاهای استان آذربایجان شرقی است که در دهستان دودانگه بخش مرکزی شهرستان هوراند واقع شده‌است.این روستا ۴۰ نفر جمعیت دارد.